# Middle of Nowhere (película de 2008)
Middle of Nowhere o En medio de la nada en español, es una película de comedia dramática de 2008, dirigida por John Stockwell, escrita por Michelle Morgan, y protagonizada por Susan Sarandon y su hija en la vida real, Eva Amurri. Se estrenó en el Festival Internacional de Cine de Toronto de 2008.

## Argumento
La película sigue a Grace (Eva Amurri), una joven cuya irresponsable madre, Rhonda (Susan Sarandon), arruina la calificación de crédito de su hija. Rhonda utiliza el dinero para financiar la campaña de modelaje de la hermana más joven de Grace, Taylor (Willa Holland). Mientras trabaja en un trabajo de verano, Grace se encuentra con el solitario Dorian Spitz (Anton Yelchin) y empiezan a vender drogas juntos para ganar dinero extra. Un triángulo amoroso se forma cuando Dorian se siente atraído por Grace, quien está interesada en Ben Pretzler (Justin Chatwin).

## Reparto
- Eva Amurri como Grace Berry.
- Susan Sarandon como Rhonda Berry.
- Anton Yelchin como Dorian Spitz.
- Justin Chatwin como Ben Pretzler.
- Willa Holland como Taylor Berry.
- Jeannetta Arnette como Mindy Green.

## Premios y nominaciones
La película recibió una nominación a los Premios Golden Trailer en la categoría de Mejor Música.

## Lanzamiento
La película fue lanzada en DVD y Blu-ray el 13 de julio de 2010 por Image Entertainment.